# Peggy Walton-Walker
Peggy Walton-Walker (* 1943 in Charleston, South Carolina als Peggy Jean Walton) ist eine US-amerikanische Schauspielerin.

## Leben
Peggy Walton-Walker wurde als Peggy Jean Walton geboren. Nachdem sie bis 1961 die Vigor High School in Pricard, Alabama, besuchte, machte sie 1965 ihren Bachelor of Music am Birmingham-Southern College. Im selben Jahr wurde sie auch als Miss Birmingham-Southern College gekrönt. Mit einer im Abspann nicht erwähnten Rolle als junge Frau im Spielfilm Was ist denn bloß mit Helen los? begann ihre Karriere als Schauspielerin. Obwohl sie in Filmen wie Zwei dicke Freunde, Factory Girl und Willkommen bei den Rileys mitspielte, waren ihre Rollen häufig nur namenlose Auftritte und vereinzelt Figuren mit Namen und Text.
Walton-Walker war von 1975 bis 1996 mit dem Schauspieler und Drehbuchautor Keith A. Walker verheiratet. Ihr Mann starb an Krebs.

## Filmografie (Auswahl)
- 1971: Was ist denn bloß mit Helen los? (What’s the matter with Helen?)
- 1973: Eine Million fürs Feuer (Money to Burn)
- 1978: Judy Garland – Lehrjahre eines Hollywood-Stars (Rainbow)
- 1981: Gefangene Liebe (Inmates: A Love Story)
- 1982: Zwei dicke Freunde (Best Friends)
- 1986: Trio mit vier Fäusten (Riptide)
- 1986: Black and White (A Fight for Jenny)
- 1987: Bloody Home (The Long Journey Home)
- 1988: Das Halloween Monster (Pumpkinhead)
- 1988: Maybe Baby – Am Anfang war der Klapperstorch (For Keeps?)
- 1996: Last Dance
- 1999: Melodie der Leidenschaft (Blue Valley Songbird)
- 2005: Todesschwarm 2 – Vampire Bats (Vampire Bats)
- 2006: Factory Girl
- 2006: Two Weeks
- 2010: Willkommen bei den Rileys (Welcome to the Rileys)